# Züge der französischen Besatzungsmacht nach Berlin
Züge der französischen Besatzungsmacht nach Berlin verkehrten bis 1994.
Die Militärzüge TMFB (Train Militaire Francais de Berlin) boten nach dem Ende des Zweiten Weltkriegs eine regelmäßige Eisenbahnverbindung der Französischen Streitkräfte in Deutschland (FFA) zwischen der französischen Besatzungszone, später Frankreich, und dem französischen Sektor Berlins. Die Verbindung führte durch die sowjetische Besatzungszone, die spätere Deutsche Demokratische Republik. Nutzungsberechtigt waren Angehörige der französischen Streitkräfte und deren Familien, nach Berlin eingeladene französische Staatsbürger sowie Teilnehmer an französisch-deutschen Kultur- und Austauschprogrammen.

## Geschichte

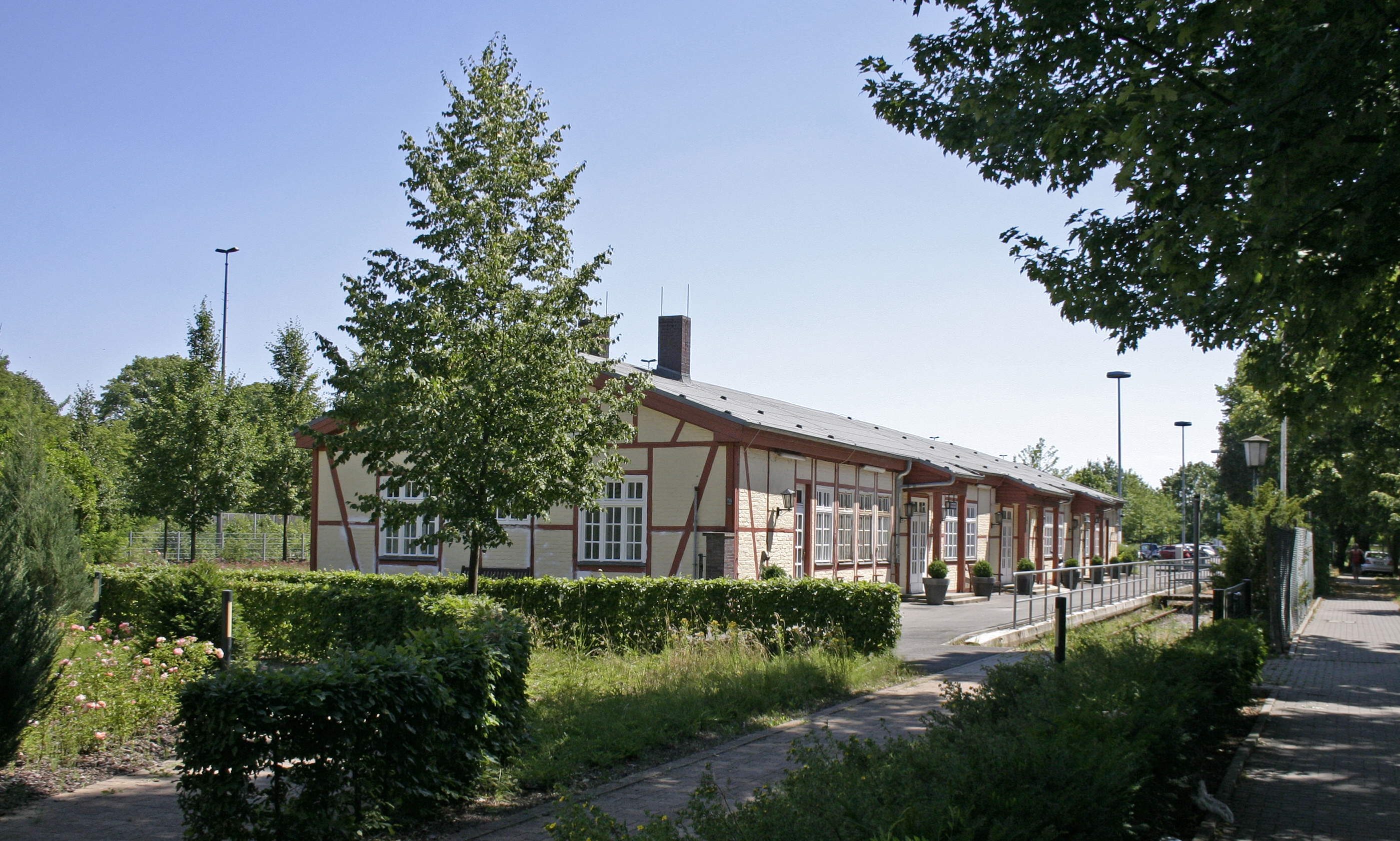
Ehemaliger französischer Militärbahnhof Berlin-Tegel (2015)

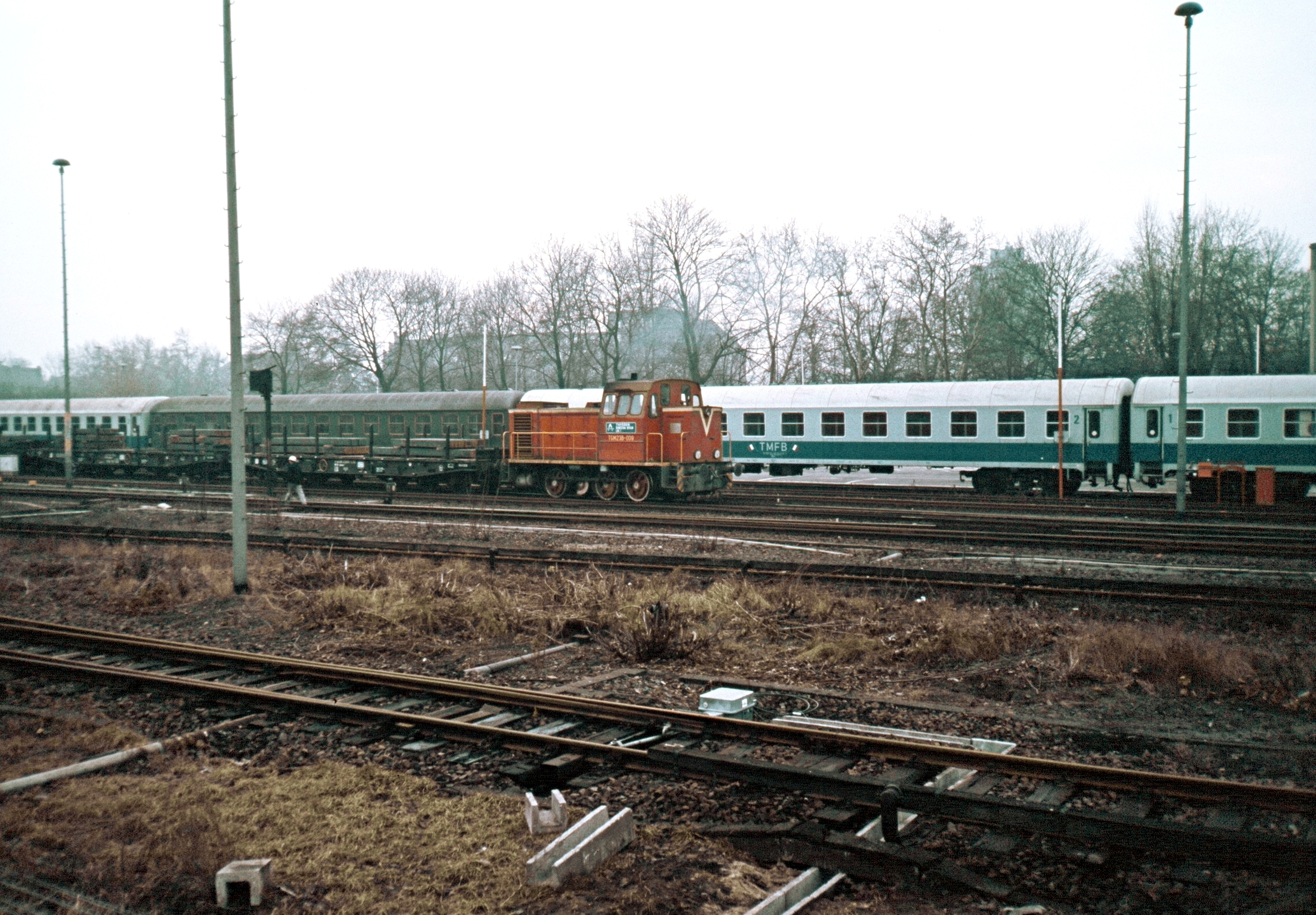
Reisezugwagen der französischen Streitkräfte in Berlin-Tegel, davor ein Güterzug mit Werklok der Thyssen Bandstahl AG (1986)

Die erste derartige Verbindung führte zunächst von Mainz in den französischen Sektor von Berlin. Zur Querung der sowjetischen Besatzungszone wurde die mit rund 175 km kürzeste Transitverbindung zwischen Berlin und Helmstedt gewählt. In Berlin nutzten die Züge den Bahnhof Berlin-Tegel. Ab spätestens 1953 war der westliche Ausgangspunkt der Verbindung Straßburg.:87
Zugnummern waren anfangs Db 80641 / 80642, 1953: Dm 80641 / 80642, 1988: M 38600 / 38601, in der Endphase dann Dm 38600 / 38601 für die beiden Züge unter der Woche, Dm 38602 / 38603 für das Zugpaar am Wochenende, das dann auch zwischen Berlin und der Hannöverschen Südbahn – bedingt durch die Arbeiten an den Verkehrsprojekten Deutsche Einheit – über einen abweichenden Laufweg fuhr.:87, 89 Die Züge verließen drei Mal in der Woche am späten Nachmittag / Abend den jeweiligen Abgangsbahnhof und erreichten das Ziel am Vormittag. Anfangs bestand der Zug aus Wagen der französischen Staatsbahn SNCF und Schlafwagen der Compagnie Internationale des Wagons-Lits (CIWL).:87 Ab 1961 wurden Liegewagen der FFA eingesetzt, Schlafwagen stellte weiter die CIWL.:87
Neben den Franzosen betrieben auch die US-amerikanische und die britische Schutzmacht Militärzüge, die ebenfalls auf der Strecke über Helmstedt verkehrten.
Sowohl Briten als auch US-Streitkräfte gaben die Militärzüge kurz nach dem Ende des Besatzungsstatuts auf. Der Zug der FFA fuhr dagegen noch bis 1994. Als letzter Militärzug der alliierten Streitkräfte im Berlin-Verkehr fuhr so am 30. September 1994 ein Zug von Straßburg nach Berlin-Tegel.:89

## Strecke
Die Züge befuhren die Strecken::87f
- Straßburg–Appenweier
- Appenweier–Mannheim (Kopfmachen in Mannheim Hauptbahnhof auf der Fahrt nach Berlin, bei der Rückfahrt wurde Mannheim Hauptbahnhof umfahren, ab 1965 auch auf dem Weg nach Berlin)
- Mannheim–Friedrichsfeld–Frankfurt am Main (Kopfmachen in Frankfurt (Main) Hauptbahnhof)
- Frankfurt (Main)–Kassel (Kopfmachen in Kassel Hauptbahnhof)
- Kassel–Kreiensen
- Kreiensen–Braunschweig (Kopfmachen in Braunschweig Hauptbahnhof, der spätestens ab 1958/59 allerdings umfahren wurde)
- Braunschweig–Magdeburg
- Magdeburg–Griebnitzsee
- Bahnstrecke Berlin–Blankenheim bis Bahnhof Berlin-Grunewald
- Berliner Ringbahn bis Bahnhof Berlin Gesundbrunnen
- Berliner Nordbahn bis Bahnhof Berlin-Schönholz
- Bahnstrecke Berlin-Schönholz–Kremmen

Ab 1980 verkehrte der Zug nach Berlin über Bebra, während der Gegenzug weiter über die herkömmliche Strecke geleitet wurde.:89

## Betrieb
1949 gingen mit der Gründung der Bundesrepublik die Betriebsrechte der Alliierten für den Bahnverkehr in den Westzonen auf die Deutsche Bundesbahn (DB) über. In der sowjetischen Besatzungszone einschließlich Berlins verblieben sie bei der Deutschen Reichsbahn (DR). Deswegen musste der Zug zwischen Berlin und Helmstedt weiter mit einer Lokomotive der DR gefördert werden. Der Lokomotivwechsel fand in Helmstedt statt.
An den Staatsfeiertagen der DDR, dem 1. Mai und dem Tag der Republik am 7. Oktober, waren alle Triebfahrzeuge der DR mit den Flaggen der DDR und roten Fahnen geschmückt. Bei Weigerung des Zugkommandanten mit einer entsprechend dekorierten Lokomotive zu fahren, wurde der Zug abgestellt und die Fahrt erst ab 00:00 Uhr am Folgetag – dann ohne Beflaggung – fortgesetzt.

## Ausstellung

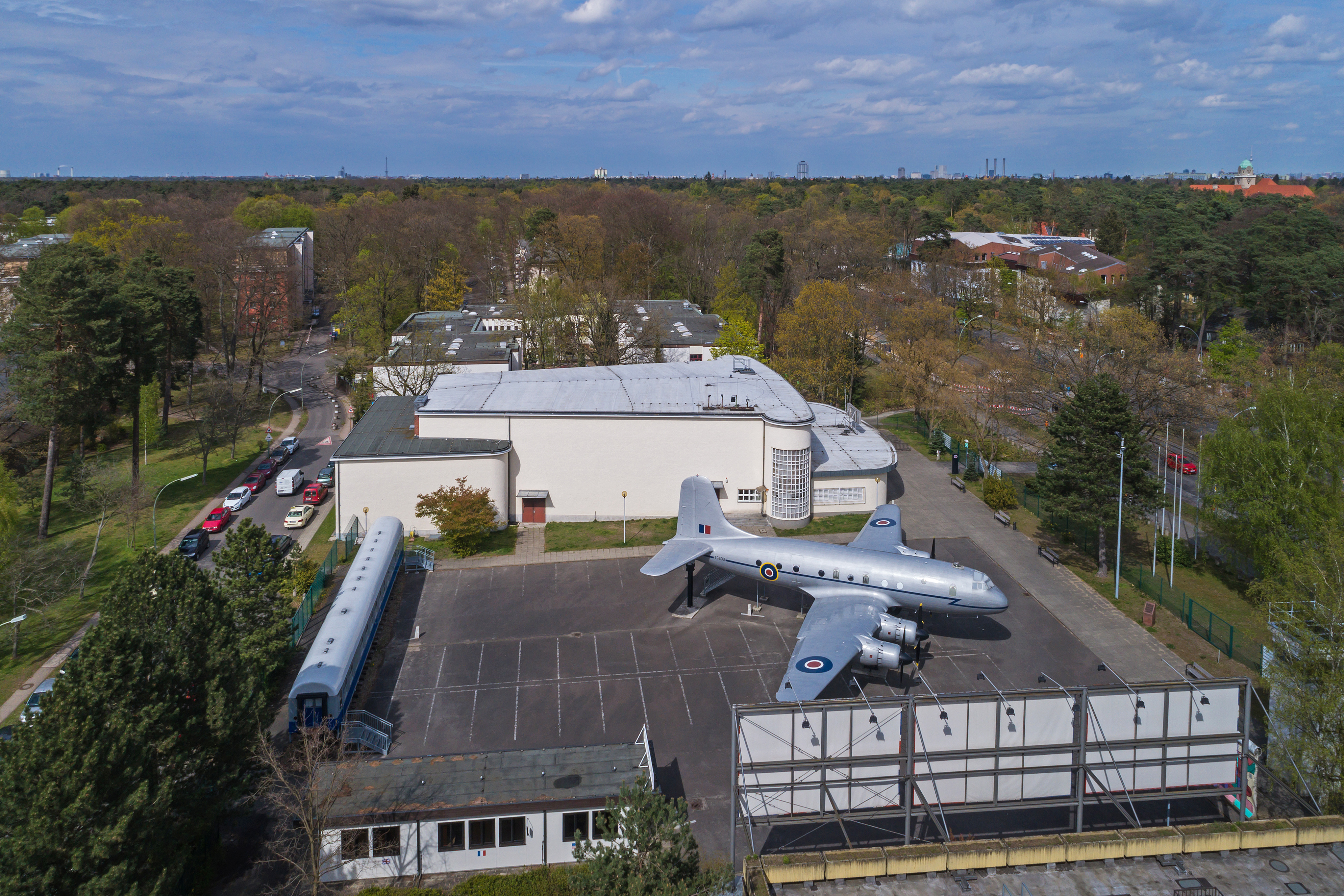
Liegewagen der FFA im Hof des AlliiertenMuseums in Berlin (links)

Ein Wagen des Zuges ist im AlliiertenMuseum in Berlin ausgestellt.